# Blóðdropinn
Blóðdropinn (Bloeddruppel) is een IJslandse literatuurprijs voor misdaadromans, die uitgereikt wordt sinds 2007. De winnaar wordt geselecteerd als nationale inzending voor de Glazen Sleutel-prijs, een prijs voor misdaadromans voor auteurs uit Noordse landen.

## Palmares
| Jaar | Auteur               | Titel            | Nederlandse titel  |
| ---- | -------------------- | ---------------- | ------------------ |
| 2021 | Yrsa Sigurðardóttir  | Bráðin           |                    |
| 2020 | Sólveig Pálsdóttir   | Fjötrar          |                    |
| 2019 | Lilja Sigurðardóttir | Svik             |                    |
| 2018 | Lilja Sigurðardóttir | Búrið            |                    |
| 2017 | Arnaldur Indriðason  | Petsamo          | Valkuil            |
| 2016 | Óskar Guðmundsson    | Hilma            |                    |
| 2015 | Yrsa Sigurðardóttir  | DNA              | DNA                |
| 2014 | Stefán Máni          | Grimmd           |                    |
| 2013 | Stefán Máni          | Húsið            |                    |
| 2012 | Sigurjón Pálsson     | Klækir           |                    |
| 2011 | Yrsa Sigurðardóttir  | Ég man þig       | Ik vergeet je niet |
| 2010 | Helgi Ingólfsson     | Þegar kóngur kom |                    |
| 2009 | Ævar Örn Jósepsson   | Land tækifæranna |                    |
| 2008 | Arnaldur Indriðason  | Harðskafi        | Onderkoeld         |
| 2007 | Stefán Máni          | Skipið           |                    |